# Jeffrey Joseph Walsh
Jeffrey Joseph Walsh (Scranton, 29 novembre 1965) è un vescovo cattolico statunitense, dal 21 dicembre 2021 vescovo di Gaylord.

## Biografia
Jeffrey Joseph Walsh è nato a Scranton, in Pennsylvania, il 29 novembre 1965. È uno dei tre figli di Jerome e Nancy Walsh.

### Formazione e ministero sacerdotale
Dopo aver conseguito il diploma alla Scranton Central High School, nel 1987 ha conseguito un bachelor's degree in salute e risorse umane presso l'Università di Scranton. Ha compiuto gli studi per il sacerdozio presso il seminario "Mount St. Mary" di Emmitsburg. Ha poi ottenuto un Master of Arts in spiritualità cristiana presso l'Università Creighton di Omaha nel 1999 e un Master of Social Work presso l'Università Marywood di Scranton nel 2010.
Il 25 giugno 1994 è stato ordinato presbitero per la diocesi di Scranton nella cattedrale diocesana da monsignor James Clifford Timlin. In seguito è stato vicario parrocchiale della parrocchia di Santa Rosa da Lima e direttore della formazione religiosa presso la Sacred Heart High School a Carbondale dal 1995 al 1996; vicario parrocchiale della parrocchia della cattedrale di San Pietro a Scranton dal 1996 al luglio del 1999; parroco della parrocchia di Santa Maria del Lago a Lake Winola e direttore della formazione spirituale e liturgica presso il seminario "San Pio X" di Dalton da luglio del 1999 al luglio del 2004; parroco della parrocchia della Natività della Beata Vergine Maria di Tunkhannock dal luglio del 2004 al luglio del 2006; vicario episcopale per la regione pastorale orientale della diocesi dal luglio del 2006; amministratore parrocchiale della parrocchia di Santa Rita a Goldsboro dal 2008; amministratore parrocchiale delle parrocchie di Sant'Antonio, Santa Brigida e San Giovanni Battista a Throop dal 2009; parroco della parrocchia di San Giovanni a East Stroudsburg dal luglio del 2010; vicario episcopale per il clero e collaboratore pastorale della parrocchia di Nostra Signora dell'Eucaristia a Pittston dal gennaio del 2015 al 1º luglio 2020 e parroco delle parrocchia di Santa Rosa da Lima e di Nostra Signora del Monte Carmelo a Carbondale dal 1º luglio 2020.
È stato anche membro del collegio dei consultori; membro del consiglio presbiterale; direttore della formazione religiosa dell'allora Bishop Hannan High School di Scranton; cappellano della Saint Michael's School dal 1995 al 2007; cappellano della comunità dei sordi; direttore delle vocazioni diocesane; direttore di ritiri per giovani e giovani adulti al Fatima Center; vice segretario diocesano per i servizi umani cattolici e membro del consiglio di amministrazione del sistema scolastico regionale di Notre Dame dal 2007.

### Ministero episcopale
Il 21 dicembre 2021 papa Francesco lo ha nominato vescovo di Gaylord. Il 3 marzo 2022, durante i vespri solenni per l'ordinazione episcopale recitati nella cattedrale di Santa Maria del Carmine a Gaylord, ha emesso la professione di fede e pronunciato il suo giuramento di fedeltà alla Sede Apostolica. Ha ricevuto l'ordinazione episcopale il giorno successivo nello stesso edificio dall'arcivescovo metropolita di Detroit Allen Henry Vigneron, co-consacranti il vescovo emerito di Grand Rapids e amministratore apostolico di Gaylord Walter Allison Hurley e il vescovo di Scranton Joseph Charles Bambera. Durante la stessa celebrazione ha preso possesso della diocesi.

## Genealogia episcopale
La genealogia episcopale è:
- Cardinale Scipione Rebiba
- Cardinale Giulio Antonio Santori
- Cardinale Girolamo Bernerio, O.P.
- Arcivescovo Galeazzo Sanvitale
- Cardinale Ludovico Ludovisi
- Cardinale Luigi Caetani
- Cardinale Ulderico Carpegna
- Cardinale Paluzzo Paluzzi Altieri degli Albertoni
- Papa Benedetto XIII
- Papa Benedetto XIV
- Papa Clemente XIII
- Cardinale Marcantonio Colonna
- Cardinale Giacinto Sigismondo Gerdil, B.
- Cardinale Giulio Maria della Somaglia
- Cardinale Carlo Odescalchi, S.I.
- Cardinale Costantino Patrizi Naro
- Cardinale Lucido Maria Parocchi
- Papa Pio X
- Cardinale Gaetano De Lai
- Cardinale Raffaele Carlo Rossi, O.C.D.
- Cardinale Amleto Giovanni Cicognani
- Cardinale Pio Laghi
- Cardinale Adam Joseph Maida
- Arcivescovo Allen Henry Vigneron
- Vescovo Jeffrey Joseph Walsh